# Rebbachizaury
Rebbachizaury (Rebbachisauridae) – rodzina dużych zauropodów z grupy diplodokokształtnych (Diplodocoidea).
Do rodziny tej zalicza się następujące rodzaje: histriazaur, katartezaura, limajzaur, nigerzaur, nopcsaspondyl, rajozozaur, Sidersaura.